# Light Yagami
 (décembre 2024).
 (mars 2022).
Pour les articles homonymes, voir Yagami.
Light Yagami (夜神月, Yagami Raito) est le personnage principal du manga Death Note.

## Origines du nom

### Yagami
Ce nom est composé de deux kanjis :
- 夜 (Yoru, yo/ya), qui signifie « soir » ou « nuit », ou encore « Lune » ;
- 神 (Kami), qui signifie « dieu ».

### Light
L'idéogramme kanji 月 se lit habituellement « tsuki » en japonais, c'est la lecture la plus courante (kun'yomi), mais on retrouve parfois « getsu » ou « gatsu » dans les combinaisons de kanjis dont la lecture s'inspire d'anciens dialectes chinois (on'yomi).
Aujourd'hui, il est toutefois autorisé au Japon de donner le prénom de son choix à son enfant, et d'en choisir le kanji librement, et ainsi de créer de nouvelles prononciations.
Concernant le nom des personnages, l'auteur a toujours indiqué une orthographe « internationale » : malgré la transcription en kana « Raito », son prénom est bien censé être orthographié Light.

## Histoire
Au début de la série, Light est un lycéen de 17 ans, élève très travailleur et surdoué obtenant les meilleurs résultats à l'école (meilleures notes à l'examen blanc national et à l'examen d'entrée à l'université), mais froid et solitaire. C'est un utopiste, et lorsqu'il trouve par terre un Death Note et réalise son pouvoir, il décide de s'en servir pour débarrasser le monde de tous les criminels. Il veut ainsi créer un monde parfait, dont il serait le dieu.
Il devient ainsi le premier Kira (japonisation du nom commun anglais « killer » : « tueur »), tuant par l'intermédiaire du Death Note des centaines de criminels, pour enfin devenir le « Dieu » de son monde parfait. Un détective, L, se met sur sa route pour l'arrêter. Tous les deux fins psychologues, ils se livrent une guerre pour découvrir leurs identités respectives. Les deux hommes finissent par se rencontrer à l'université, essayant chacun de leur côté de prouver l'identité de l'autre. C'est L qui prend l'initiative d'aller à la rencontre de Light, et il en profite pour lui avouer qu'il est L. Light doit alors jouer un double rôle, comme lorsque L lui montre les lettres écrites par les victimes de Kira avant de mourir d'une crise cardiaque. Il n'y en a que trois à la base, mais L en rajoute une pour tester la réaction de Light.
La petite amie de Light, Misa Amane, devient sa marionnette et utilise à son tour un Death Note pour aider Light. Elle est totalement soumise à ce dernier, qui la manipule ouvertement.
Dans l'épisode 25, une autre facette de la relation de L et Light nous est présentée, et on y voit l'attachement que l'un a pour l'autre malgré leurs rôles respectifs. L dit : « Ça serait dommage que Light soit Kira, car c'est mon seul et premier ami ». L sait que Light est Kira mais n'a pas trouvé suffisamment de preuves ; il se trouve donc dans une impasse.
Light parvient à monter un stratagème qui lui permet de tuer L tout en assurant son innocence. Il utilisera pour cela Kyousuke Higuchi, membre de la société Yotsuba et avide de pouvoir. Ce dernier utilisera le Death Note de Light à des fins personnelles. En plus de cela, Light parviendra à contrôler Rem, le Shinigami lié au Death Note de Misa. Il atteindra finalement son objectif, obtenant de Rem qu'elle écrive le nom de L dans son carnet.
Pour ne pas être suspecté, il endosse alors l'identité de L en continuant d'enquêter sur Kira. Dans ce même temps, il tue les derniers complices de L et commence à mettre en place sa domination sur le monde en tant que Kira.
Quelques années plus tard, il doit affronter Mello et Near, les deux successeurs de L. Confiant, il n'hésite pas à utiliser son entourage, allant même jusqu'à sacrifier son père pour obtenir le nom de Mello afin de l'écrire dans le carnet.

### Mort
Light meurt dans le dernier épisode de l'anime (épisode 37) après que Near (Successeur désigné de L) a découvert son secret. À ce moment, il a déjà perdu l'esprit et est devenu fou. Essayant de tuer toutes les personnes présentes qui savent qu'il est Kira, il reçoit plusieurs balles de Matsuda, mais réussit à s'enfuir. « Lorsque ton heure arrivera, j'écrirai moi-même ton nom sur mon carnet. » : tels sont les mots qu'avait prononcés Ryûk avant d'écrire le nom de Light dans son cahier. La raison de cette mystérieuse phrase est donnée dans le tome 12 : lors d'un flash-back entre Ryûk et Light, on apprend que le paradis et l'enfer n'existent pas ; ce ne sont que des chimères créées par l'Homme pour vaincre sa peur de la mort, et celui qui utilise le Death Note est au courant de cette réalité. Affaibli après que Matsuda lui a tiré dessus à plusieurs reprises, Ryûk, qui n'a pas envie d'attendre la mort de Light en prison, décide d'inscrire immédiatement son nom dans son Death Note, donnant la mort à Light par crise cardiaque. Une phrase était d'ailleurs inscrite dans le Death Note : « Ceux qui utilisent le Death Note n'iront ni en enfer ni au paradis ». La série se termine quand Light meurt. Un peu avant, il aperçoit ce qui pourrait être le fantôme de L.
Dans le manga, Light, après avoir reçu cinq balles de Matsuda, demande à Ryuk de tous les tuer. Celui-ci refuse, et inscrit le nom de Light dans son propre carnet. Après plusieurs supplications, se jetant même aux pieds de Ryuk, Light finit par mourir d'une crise cardiaque, au bout des 40 secondes prédéfinies. Near, devenant le nouveau propriétaire du carnet, s'adresse au cadavre de celui-ci, lui disant que le fait de mourir de façon aussi absurde lui inspire de la pitié, sachant qu'il est parvenu à vaincre L.
Il s'agit donc de la pire des punitions pour Light qui s'était cru Dieu : voir sa mort venir et savoir qu'après elle, il n'y a rien.

## Description

### Apparence
Light a les cheveux bruns et les yeux de la même couleur. Il a tendance à s'habiller très proprement et est généralement vu vêtu de son uniforme scolaire : une chemise blanche avec une cravate rouge et une veste beige. Grand et longiligne, il est considéré comme étant beau, une caractéristique soulignée par Misa Amane et Kiyomi Takada, parmi les autres.

### Personnalité
Au commencement, Light est un lycéen surdoué, classé premier au concours national, mais il s'ennuie fermement. Une fois qu'il découvre le Death Note et prend conscience du pouvoir qu'il possède, il sombre dans un projet mégalomane : créer un monde nouveau en tuant les criminels du monde entier, devenant ainsi « la justice ». Light est cruel et sanguin : il n'hésite pas à tuer L de sang-froid lors de sa première apparition à la télévision qui usurpait l'identité d'un condamné à mort. Light a entièrement confiance en ses capacités à battre ses adversaires.
Pendant la deuxième partie du manga (Light contre Mello et Near), Light/L/Kira se montre beaucoup plus machiavélique, chacune de ses actions possède un double sens : avancer ses pions en tant que Kira tout en s'assurant qu'aucun soupçon ne se porte sur lui. Il est devenu également beaucoup plus froid, notamment avec Misa, qu'il trompe sans se cacher de ses collaborateurs avec Takada, pour laquelle il ne semble pas avoir plus de sentiments. Ne ressentant plus que du mépris pour les hommes, il est déjà devenu le dieu tout-puissant, faisant ce qu'il veut des humains qu'il pense totalement sous son contrôle.

La mégalomanie de Light éclate au grand jour alors qu'il est acculé, vaincu par Near qui l'a poussé à se trahir. Il est seul, n'a aucune issue, et tente de tous les persuader que Kira est devenu indispensable au monde.

### Pouvoirs et capacités
Grâce au Death Note, son utilisateur est capable de tuer n'importe qui (excepté les shinigami), pour peu qu'il connaisse le nom et le visage de sa victime.
Le Death Note souvent appelé le cahier de la mort, est un cahier permettant de tuer n'importe quelle personne en y inscrivant le nom de celui-ci dedans tout en ayant le visage de la personne en tête. À la suite du nom on peut également écrire la cause de la mort, si l'on écrit pas la cause, la mort sera systématiquement due à une crise cardiaque qui surviendra 40 secondes après avoir écrit le nom.
Si l'on écrit la cause, on obtient alors un délai supplémentaire de 6 minutes et 40 secondes pour décrire précisément le déroulement de la mort. Son utilisation a tout de même des limites régies par plusieurs autres règles du cahier que Light découvrira en faisant des expériences sur de multiples criminels.
Light est surdoué et extrêmement intelligent. Même sans le Death Note, ses capacités sont hors-norme, en analyse de problèmes concrets comme de psychologie. Son extrême maîtrise de ses réactions et émotions l'a sorti d'affaires plus d'une fois. Charismatique et rassurant, il est capable de manipuler presque n'importe qui pour obtenir ce qu'il veut. Il est également très doué au tennis et a été champion à deux tournois inter-collèges.